# Comic Cune
Comic Cune (コミックキューン Comic Cune?) es una revista japonesa de manga seinen que serializa principalmente 4-koma publicada por Media Factory. La revista originalmente comenzó a publicarse en octubre de 2014 como un suplemento yonkoma de Comic Alive, pero en junio de 2015 el editor anunció que Comic Cune sería una revista independiente, con su debut el 27 de agosto de 2015 con los títulos que tenía antes.

## Títulos serializados
- Alice or Alice
- Akarui Kioku Soushitsu
- Gal to Otaku wa Wakariaenai
- Harukiya-san wa Ijippri
- Hinako Note
- Karin-chan wa Misetagari
- Kudamimi no Neko
- Lulumate
- Neeko wa Tsurai yo
- Nyanko Days
- Nyoroko no Nama Hōsō!
- Pan de Peace!
- Popopo no Oneesan
- Sakura Maimai
- Seishun Sweet Track
- Sekai de Ichiban Oppai ga Suki!
- Shimeji Simulation
- Shiritsu Seijō Gakuen Kirarin Ryō
- Siscon Onee-chan to Ki ni Shinai Imouto
- Tonari no Kyūketsuki-san
- Watashi no Go-shūjin-sama wa Ningen Janai Ki ga Suru

## Adaptados al anime
- Pan de Peace! - primavera de 2016
- Nyanko Days - invierno de 2017
- Hinako Note - primavera de 2017
- Alice or Alice - primavera de 2018
- Tonari no Kyūketsuki-san - otoño de 2018